# Anettu
Anettu este o arie protejată (arie specială de conservare — SAC, sit de importanță comunitară — SCI, arie de protecție specială avifaunistică — SPA) din Finlanda întinsă pe o suprafață de 26 ha, integral pe uscat.

## Localizare
Centrul sitului Anettu este situat la coordonatele 61°24′33″N 26°25′21″E / 61.4092°N 26.4225°E.

## Înființare
Situl Anettu a fost declarat sit de importanță comunitară în august 1998 pentru a proteja 3 specii de animale. Alte tipuri de protecție:
- arie de protecție specială avifaunistică (în august 1998)[2]
- arie specială de conservare (în aprilie 2015)[1][3][4]

## Biodiversitate
Situată în ecoregiunea boreală, aria protejată conține 1 habitat natural: Taiga vestică.
La baza desemnării sitului se află mai multe specii protejate de  păsări (3): ciocănitoare neagră (Dryocopus martius), muscar (Ficedula parva), ciocănitoare verzuie (Picus canus).